# Nguyễn Phương Tuấn
Nguyễn Phương Tuấn (sinh ngày 20 tháng 3 năm 1975) là một chính trị gia người Việt Nam. Ông hiện là đại biểu Quốc hội Việt Nam khóa XIV nhiệm kì 2016-2021, thuộc đoàn đại biểu Quốc hội tỉnh Ninh Bình, Ủy viên Thường trực Ủy ban Đối ngoại của Quốc hội, Phó Chủ tịch Nhóm Nghị sĩ hữu nghị Việt Nam - Ai Cập, Phó Chủ tịch Nhóm Nghị sĩ hữu nghị Việt Nam - Kazakhstan. Ông lần đầu được trung ương giới thiệu và đã trúng cử đại biểu Quốc hội năm 2016 ở đơn vị bầu cử số 3, tỉnh Ninh Bình gồm có thành phố Tam Điệp và các huyện: Kim Sơn, Yên Khánh, Yên Mô.

## Xuất thân
Nguyễn Phương Tuấn quê quán ở xã Ninh Vân, huyện Hoa Lư, tỉnh Ninh Bình.
Ông hiện cư trú tại quận Thanh Xuân, thành phố Hà Nội.

## Giáo dục
- Giáo dục phổ thông: 12/12
- Cử nhân Sinh học, chuyên ngành Hệ sinh thái và Tính đa dạng sinh học;
- Thạc sĩ Khoa học Ứng dụng
- Cử nhân Luật
- Cao cấp lí luận chính trị

## Sự nghiệp
Ông gia nhập Đảng Cộng sản Việt Nam vào ngày 21/3/2006.
Khi lần đầu được trung ương giới thiệu ứng cử đại biểu Quốc hội Việt Nam khóa XIV vào tháng 5 năm 2016 ông đang là Đảng ủy viên Đảng bộ cơ quan Văn phòng Quốc hội, Bí thư Chi bộ Trung tâm Bồi dưỡng đại biểu dân cử, Vụ trưởng - Giám đốc Trung tâm bồi dưỡng đại biểu dân cử, Văn phòng Quốc hội, làm việc ở Văn phòng Quốc hội, có bằng cao cấp lí luận chính trị.
Ông đã trúng cử đại biểu Quốc hội năm 2016 ở đơn vị bầu cử số 3, tỉnh Ninh Bình gồm có thành phố Tam Điệp và các huyện: Kim Sơn, Yên Khánh, Yên Mô, được 297.034 phiếu, đạt tỷ lệ 83,21% số phiếu hợp lệ.
Ông hiện là Ủy viên Thường trực Ủy ban Đối ngoại của Quốc hội, Phó Chủ tịch Nhóm Nghị sĩ hữu nghị Việt Nam - Ai Cập, Phó Chủ tịch Nhóm Nghị sĩ hữu nghị Việt Nam - Kazakhstan.
Ông đang làm việc ở Ủy ban Đối ngoại của Quốc hội.